# Дельвиг, Александр Иванович
Алекса́ндр Ива́нович Де́львиг (1810, Санкт-Петербург — 4 [16] ноября 1831, Варшава) — барон, писатель; брат Андрея Дельвига, двоюродный брат Антона Дельвига.

## Биография
Отец Иван Антонович Дельвиг — из дворян Эстляндской губернии, мать Александра Андреевна — урождённая княжна Волконская, дочь советника Воронежского губернского правления князя Андрея Александровича Волконского и внучка воронежского вице-губернатора генерал-майора Ф. И. Ярцова.
Первоначальное образование домашнее, затем воспитывался в Смоленском кадетском корпусе (влившемся в Московский кадетский корпус). С 1828 года — прапорщик лейб-гвардии Павловского полка.
Постоянный посетитель семейства А. А. Дельвига (1827—1830). Принимал участие в изданиях кружка Дельвига.
В составе Павловского полка участвовал в подавлении восстания 1830 года. В августе 1831 года был ранен во время штурма укреплений на Воле — предместье Варшавы. Скончался в госпитале после ампутации ноги.

## Творчество
Пользовался псевдонимами А. Влидьге и А. Влидге. В альманахе «Подснежник» (СПб., 1829) поместил повесть «Маскарад. Истинное происшествие» (подписанное ***), в альманахе «Царское Село» (СПб., 1830) — повесть «Село Ивановское».
Перевёл на русский язык (на несколько лет раньше известного стихотворного переложения В. А. Жуковского) повесть Фуке «Ундина» (СПб., 1831). Ранние стихи были опубликованы посмертно в альманахе «Пантеон дружбы на 1834 г.» (М., 1834).